# Crosslauf-Weltmeisterschaften 2007
Die 35. Crosslauf-Weltmeisterschaften der IAAF fanden am 24. März 2007 in Mombasa (Kenia) statt.

## Kurs
Veranstaltungsort war der Golfplatz auf Mombasa Island, auf dem eine 2 km lange Runde eingerichtet worden war, die sich auf 1,2 km verkürzen ließ. Einschließlich der 800 m vom Start bis zum Beginn der Runde bewältigten die Männer 12 km, die Frauen und die Junioren 8 km und die Juniorinnen 6 km.

## Wettkämpfe
Insgesamt waren für die Erwachsenenwettbewerbe 280.000 $ Preisgeld ausgesetzt, von denen auf die Gewinner jedes Rennens 30.000 $ und jedes siegreiche Team 20.000 $ entfielen.

## Ergebnisse

### Männer

#### Einzelwertung
| Platz | Athlet                   | Land | Zeit (min) |
| ----- | ------------------------ | ---- | ---------- |
| 1     | Zersenay Tadese          | ERI  | 35:50      |
| 2     | Moses Cheruiyot Mosop    | KEN  | 36:13      |
| 3     | Bernard Kiprop Kipyego   | KEN  | 36:37      |
| 4     | Gedion Lekumok Ngatuny   | KEN  | 36:43      |
| 5     | Hosea Mwok Macharinyang  | KEN  | 36:46      |
| 6     | Michael Kipkorir Kipyego | KEN  | 37:04      |
| 7     | Tadese Tola              | ETH  | 37:04      |
| 8     | Mubarak Hassan Shami     | QAT  | 37:09      |

Von 165 gemeldeten Athleten gingen 163 an den Start und erreichten 134 das Ziel.
Teilnehmer aus deutschsprachigen Ländern:
- 122: Stéphane Joly (SUI), 42:43
- DNF: Günther Weidlinger (AUT)

#### Teamwertung
| Platz | Land und Athleten | Gesamtpunktzahl und Einzelplatzierung |
| ----- | --- | ------------------------------------- |
| 1     | Kenia Moses Cheruiyot Mosop Bernard Kiprop Kipyego Gedion Lekumok Ngatuny Hosea Mwok Macharinyang Michael Kipkorir Kipyego Edwin Cheruiyot Soi | 029 02 03 04 05 06 09                 |
| 2     | Marokko Anis Selmouni Ahmed Baday Abderrahim Goumri Abdelhadi El Mouaziz Mourad Marofit Brahim Beloua                                          | 152 014 018 021 031 033 035           |
| 3     | Uganda Martin Toroitich Moses Aliwa Isaac Kiprop Wilson Kipkemei Busienei James Kibet Francis Musani                                           | 191 010 020 026 037 039 059           |

Insgesamt wurden 13 Teams gewertet.

### Frauen

#### Einzelwertung
| Platz | Athletin                  | Land | Zeit (min) |
| ----- | ------------------------- | ---- | ---------- |
| 1     | Lornah Kiplagat           | NED  | 26:23      |
| 2     | Tirunesh Dibaba           | ETH  | 26:47      |
| 3     | Meselech Melkamu          | ETH  | 26:48      |
| 4     | Gelete Burka              | ETH  | 26:55      |
| 5     | Florence Jebet Kiplagat   | KEN  | 27:26      |
| 6     | Pamela Chepchumba         | KEN  | 27:34      |
| 7     | Priscah Jepleting Cherono | KEN  | 27:39      |
| 8     | Vivian Jepkemoi Cheruiyot | KEN  | 28:10      |

Von 94 gemeldeten und gestarteten Athletinnen erreichten 82 das Ziel.

#### Teamwertung
| Platz | Land und Athletinnen                                                                                | Gesamtpunktzahl und Einzelplatzierung |
| ----- | --------------------------------------------------------------------------------------------------- | ------------------------------------- |
| 1     | Äthiopien Tirunesh Dibaba Meselech Melkamu Gelete Burka Wude Ayalew                                 | 19 02 03 04 10                        |
| 2     | Kenia Florence Jebet Kiplagat Pamela Chepchumba Priscah Jepleting Cherono Vivian Jepkemoi Cheruiyot | 26 05 06 07 08                        |
| 3     | Marokko Zhor El Kamch Mariem Alaoui Selsouli Hanane Ouhaddou Malika Benlafkir                       | 99 11 17 33 38                        |

Insgesamt wurden zwölf Teams gewertet.

### Junioren

#### Einzelwertung
| Platz | Athlet                  | Land | Zeit (min) |
| ----- | ----------------------- | ---- | ---------- |
| 1     | Asbel Kiprop            | KEN  | 24:07      |
| 2     | Vincent Kiprop Chepkok  | KEN  | 24:12      |
| 3     | Mathew Kipkoech Kisorio | KEN  | 24:23      |

Von 128 gemeldeten Athleten gingen 126 an den Start und erreichten 105 das Ziel.
Teilnehmer aus deutschsprachigen Ländern:
- 57: Thorsten Baumeister (GER), 27:15
- 65: Rico Schwarz (GER), 27:33
- 67: Jonas Matti Markowski (GER), 27:37
- 69: Manuel Stöckert (GER), 27:42
- 97: Christian Hengmith (GER), 29:19
- 98: Christian Molitor (LUX), 29:38

#### Teamwertung
| Platz | Land und Athleten                                                                       | Gesamtpunktzahl und Einzelplatzierung |
| ----- | --------------------------------------------------------------------------------------- | ------------------------------------- |
| 1     | Kenia Asbel Kiprop Vincent Kiprop Chepkok Mathew Kipkoech Kisorio Leonard Patrick Komon | 10 01 02 03 04                        |
| 2     | Eritrea Issak Sibhatu Samuel Tsegay Teklemariam Medhin Amanuel Mesel                    | 44 06 08 14 16                        |
| 3     | Äthiopien Imane Merga Demssew Tsega Abreham Cherkos Tola Bane                           | 54 07 12 15 20                        |

Insgesamt wurden 16 Teams gewertet. Die deutsche Mannschaft belegte mit 258 Punkten den zwölften Platz.

### Juniorinnen

#### Einzelwertung
| Platz | Athletin               | Land | Zeit (min) |
| ----- | ---------------------- | ---- | ---------- |
| 1     | Linet Chepkwemoi Masai | KEN  | 20:52      |
| 2     | Mercy Jelimo Kosgei    | KEN  | 20:59      |
| 3     | Veronica Nyaruai       | KEN  | 21:10      |

Von 87 gemeldeten und gestarteten Athletinnen erreichten 67 das Ziel.

#### Teamwertung
| Platz | Land und Athletinnen                                                                       | Gesamtpunktzahl und Einzelplatzierung |
| ----- | ------------------------------------------------------------------------------------------ | ------------------------------------- |
| 1     | Kenia Linet Chepkwemoi Masai Mercy Jelimo Kosgei Veronica Nyaruai Gladys Jepkemoi Chemweno | 13 01 02 03 07                        |
| 2     | Eritrea Meraf Bahta Furtuna Zegergish Kokob Mehari Yodit Mehari                            | 33 06 08 09 10                        |
| 3     | Äthiopien Sule Utura Genzebe Dibaba Abebu Gelan Bizunesh Urgesa                            | 36 04 05 13 14                        |

Insgesamt wurden elf Teams gewertet.